# Hermann Haack (Politiker)
Hermann Haack (* 14. Dezember 1876 in Groß Vielen; † 15. Februar 1967 in Berlin) war ein deutscher Verwaltungsjurist und Politiker.

## Leben
Hermann Haack war Sohn des Pastors und späteren Oberkirchenrats Ernst Haack (1850–1945). Nach dem Besuch des Fridericianum Schwerin  nahm er ein Studium der Rechtswissenschaften an der Ludwig-Maximilians-Universität München auf. 1895 wurde er im Corps Makaria München recipiert. Als Inaktiver wechselte er an die  Universität Leipzig und die Universität Rostock. 1899 absolvierte er das erste, 1903 das zweite juristische Staatsexamen. Im Anschluss trat er als Regierungsassessor in den Verwaltungsdienst ein. Von 1907 bis 1914 arbeitete er als Amtsverwalter in der Dominialverwaltung der Großherzoglichen Ämter in Schwerin. Er wechselte 1914 in den Dienst des Mecklenburg-Schwerinschen Finanzministeriums und wurde dort 1915 zum Ministerialrat ernannt. Darüber hinaus war er Vorstandsmitglied der Reichsfleischstelle in Berlin.
Der parteilose Haack war vom 10. Juli 1929 bis zum 23. Juni 1932 als Staatsminister für Finanzen und Unterricht im Kabinett Eschenburg eines von nur drei Mitgliedern in der von Ministerpräsident Karl Eschenburg geführten Regierung des Freistaates Mecklenburg-Schwerin. Danach war Haack von 1933 bis zu seiner Versetzung in den Ruhestand 1937 kommissarischer Präsident der Landesversicherungsanstalt (LVA) Mecklenburg mit Sitz in Schwerin. Nach dem Zweiten Weltkrieg trat er in die CDU ein. 1945/46 wurde er erneut mit der Leitung der Landesversicherungsanstalt des Landes Mecklenburg beauftragt. 1946 fungierte er als Sonderbeauftragter des mecklenburgischen Finanzministers. Verheiratet war Haack mit Charlotte geb. Sander. Er starb mit 90 Jahren in Berlin.